# Näsbergs naturreservat
Näsbergs naturreservat är ett naturreservat i Mora kommun i Dalarnas län.
Området är naturskyddat sedan 2025 och är 204 hektar stort. Reservatet består av barrblandskog och högre upp tallbevuxna torra hällmarkspartier samt gransumpskogar längre ner. 